# Катерининська церква в м. Чернігові (срібна монета)
«Катери́нинська це́рква в м. Черні́гові» — пам'ятна срібна монета номіналом 10 гривень, випущена Національним банком України, присвячена церкві, яка є втіленням кращих традицій вітчизняної сакральної архітектури. Храм збудовано в стилі українського бароко на пошанування пам'яті козаків Чернігівського полку, які виявили героїзм під час штурму турецької фортеці Азов у 1696 році під командуванням полковника Якова Лизогуба. Церква зведена на кошти братів-козаків Якова й Семена Лизогубів, освячена у 1715 році.
Монету введено в обіг 18 вересня 2017 року. Вона належить до серії «Пам'ятки архітектури України».

## Опис монети та характеристики
| Номінал грн. | Метал  | Маса, г      | Діаметр, мм | Якість виготовлення | Гурт                           | Тираж, штук |
| ------------ | ------ | ------------ | ----------- | ------------------- | ------------------------------ | ----------- |
| 10           | срібло | 31,1 / 33,62 | 38,6        | пруф                | гладкий із заглибленим написом | 2 500       |

### Аверс
На аверсі монети розміщено: угорі — малий Державний Герб України, під яким напис «УКРАЇНА»; у центрі на тлі дзеркального хрестоподібного плану Катерининської церкви — герб Лизогубів; рік карбування монети «2017» (праворуч); унизу напис — «10/ГРИВЕНЬ».

### Реверс
На реверсі монети зображено одну з візитівок Чернігова — Катерининську церкву (вид із висоти пташиного польоту), яка зустрічає гостей міста, та розміщено: праворуч — герб міста, під яким напис «ЧЕРНІГІВ», стилізовану дорогу, написи: «КОЗАЦЬКА/КАТЕРИНИНСЬКА/ЦЕРКВА» (унизу).

## Автори

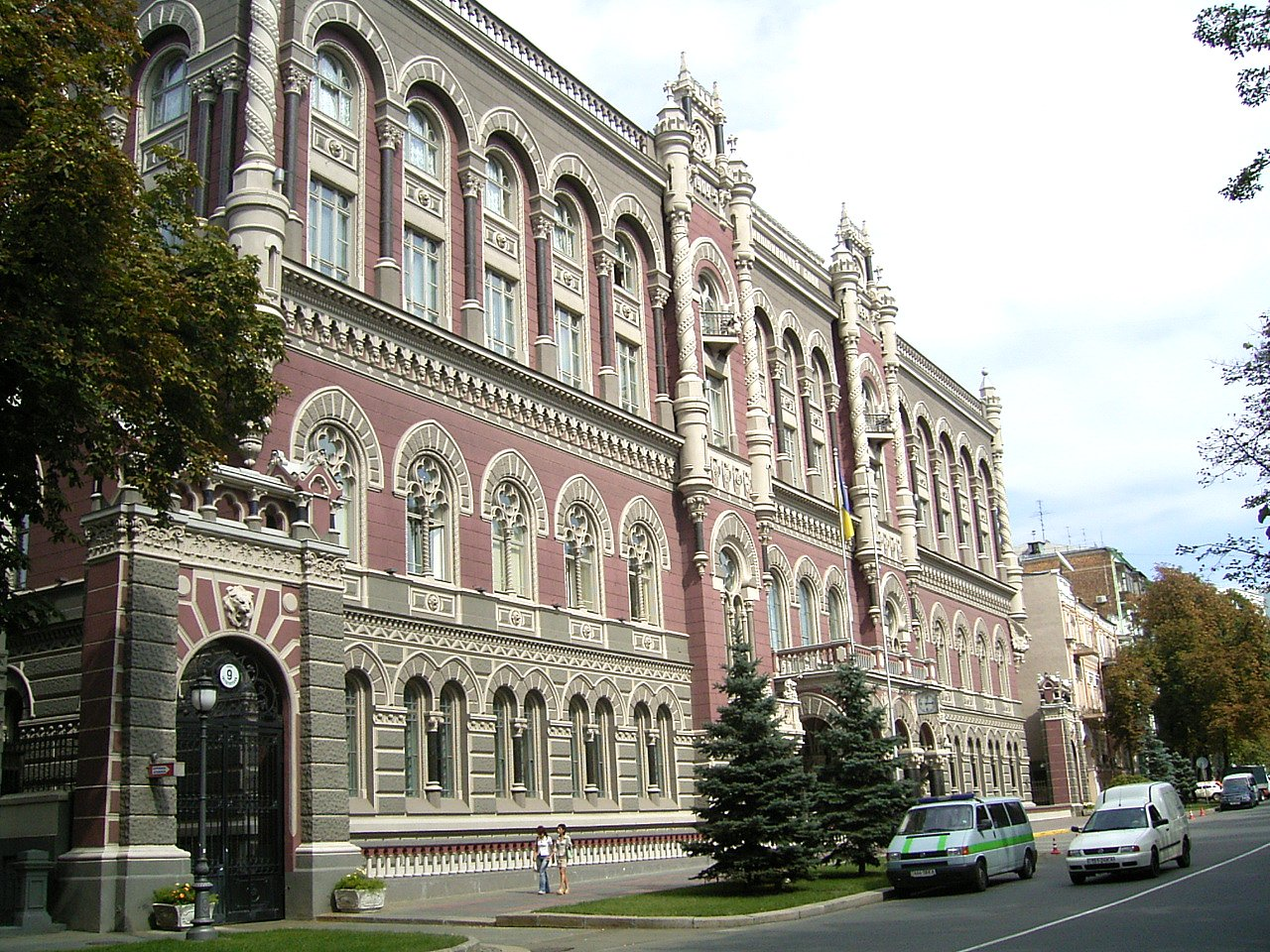
Будівля Національного банку України

- Художники: Таран Володимир, Харук Олександр, Харук Сергій.
- Скульптори: Демяненко Анатолій, Дем'яненко Володимир.

## Вартість монети
Під час введення монети в обіг 2017 року, Національний банк України реалізовував монету через свої філії за ціною 1048 гривень.
Фактична приблизна вартість монети з роками змінювалася так:
| Рік        | 2018  | 2019  | 2020  | 2021  | 2022  | 2023  | 2024  | 2025  |
| ---------- | ----- | ----- | ----- | ----- | ----- | ----- | ----- | ----- |
| Ціна, грн. | 1 500 | 1 350 | 1 250 | 1 480 | 1 520 | 1 900 | 5 000 | 4 700 |